# ایمان کوشپو
ایمان کوشپو (انگلیسی: Eman Košpo؛ زادهٔ ۱۷ مهٔ ۲۰۰۷) بازیکن فوتبال اهل سوئیس است که در حال حاضر برای جوانان بارسلونا در پست مدافع بازی می‌کند.